# Leucoloma circinatulum
Leucoloma circinatulum är en bladmossart som beskrevs av Edwin Bunting Bartram 1952. Leucoloma circinatulum ingår i släktet Leucoloma och familjen Dicranaceae. Inga underarter finns listade i Catalogue of Life.